# Runding
Runding ist eine dörflich geprägte Gemeinde im Oberpfälzer Landkreis Cham. Auf dem 545 Meter hohen Schlossberg in Runding befindet sich die Burgruine Runding.

## Geografie

### Geografische Lage
Die Gemeinde liegt im Naturpark Oberer Bayerischer Wald am Fuße des Haidsteins in der Cham-Further Senke, sechs Kilometer von Cham, elf Kilometer von Furth im Wald und acht Kilometer von Bad Kötzting entfernt.

### Nachbargemeinden
Die Nachbargemeinden (im Uhrzeigersinn) sind: Weiding, Chamerau, Cham.
| Cham 7 km | Weiding 5 km                                | Weiding 5 km  |
| Cham 7 km | Kompassrose, die auf Nachbargemeinden zeigt | Chamerau 2 km |
| Cham 7 km | Chamerau 2 km                               | Chamerau 2 km |

### Gemeindegliederung
Es gibt 21 Gemeindeteile (in Klammern ist der Siedlungstyp angegeben):
- Anderlmühle (Einöde)
- Blauberg (Einöde)
- Garten (Dorf)
- Gferet
- Göttling (Dorf)
- Gotzenbühl (Einöde)
- Langwitz (Dorf)
- Lufling (Dorf)
- Maiberg (Weiler)
- Niederrunding (Dorf)
- Perwolfing (Dorf)
- Raindorf (Dorf)
- Reismühle (Einöde)
- Rieding (Dorf)
- Runding (Pfarrdorf)
- Satzdorf (Dorf)
- Steinmühle (Einöde)
- Tappmühle (Einöde)
- Utzmühle (Weiler)
- Vierau (Dorf)
- Wohlwiesen (Einöde)

Die drei Gemarkungen auf dem Gemeindegebiet sind Niederrunding, Raindorf und Runding.

## Geschichte

### Entstehung der Ortschaft
Die Runtinger waren ein in Verbindung mit der Burg Runding erstmals 1118 im Gefolge der Markgrafen von Cham nachweisbares Ministerialengeschlecht. Die Notthafft übernahmen 1413 den Besitzanteil von Michel Runtinger und übten bis 1829 in der Herrschaft und zuletzt im Patrimonialgericht Runding Herrschaftsrechte aus.
Die Ortschaft Runding war etwa in der Zeit von 1340 bis 1360, also noch unter der Herrschaft des Geschlechts der Runtinger, als eine Ansiedlung von Köhlern und Pechbrennern am Fuße des Rundinger Burgberges entstanden und hatte sich in den nächsten hundert Jahren zu einem Pfarrdorf entwickelt. Das Dorf führte damals den Namen „Pachling“. 
Runding mit seiner Burgkapelle und das anliegende Dorf Pachling gehörten ursprünglich zur Pfarrei Cham bzw. Chammünster. 1527 ist in einer Präsentationsurkunde erstmals von einer Pfarrkirche in Pachling die Rede. In der Pfarrei wurde 1556 die Reformation, 1628 die Gegenreformation durchgeführt.

### Gemeindebildung
Durch die Gemeindeedikte von 1808 und 1818 wurden auch die Gemeinden Niederrunding, Raindorf und Runding gebildet.

### 19. Jahrhundert
Im Jahre 1849 wurde das Dorf Pachling von einer verheerenden Brandkatastrophe heimgesucht, die die Kirche, das Schulhaus und sämtliche Anwesen des oberen Dorfes bis zum alten Pfarrhof zerstörte. Da die Leute in dieser abgelegenen Gegend des Bayerischen Waldes damals sehr arm waren, ging der Wiederaufbau des Dorfes nur mühsam vonstatten. So konnte die wieder errichtete Kirche erst im Jahre 1871 geweiht werden. Der Dorfplatz wurde allerdings neu und für damalige Verhältnisse großzügig gestaltet. In seiner Mitte wurde die Mariensäule errichtet. Erst im Jahre 1880, als Schloss und Herrschaft Runding längst bedeutungslos waren, beantragte der Gemeinderat beim königlich bayerischen Bezirksamt Cham die Umbenennung von Pachling in Runding. Am 9. November 1880 wurde im Amtsblatt für die königlichen Bezirksämter Cham, Furth, Nittenau und Waldmünchen bekannt gegeben, dass Bayernkönig Ludwig II. geruht habe, allergnädigst zu genehmigen, dass ab sofort für die Ortschaft Pachling zusammen mit dem Weiler Runding nur noch die Bezeichnung „Runding“ geführt werden darf.

### Zweiter Weltkrieg
Im Zweiten Weltkrieg war Josef Bergmann Bürgermeister von Runding. Zum Ende des Krieges, im Herbst 1944, hatten Mitarbeiter des ungarischen Finanzministeriums mit ihren Familien auf der Flucht vor der Roten Armee die Rundinger Schule mit über 100 Personen bezogen. Manche von ihnen blieben bis zur Währungsreform in Runding. Sie kehrten später zum Teil wieder zurück nach Ungarn, einige wanderten in die USA aus. Noch heute besuchen manche von ihnen Bekannte und Freunde in Runding.

### Nach dem Zweiten Weltkrieg
Die US-Armee setzte nach dem Ende des Krieges Josef Kiefl aus Runding als Bürgermeister ein. Bei den ersten Wahlen nach dem Krieg wurde Wolfgang Beer zum Oberhaupt der Gemeinde gewählt.
Im Jahre 1953 erlitt Bürgermeister Beer in einer Bürgerversammlung zum Abschlussbericht über den Bau der Wasserleitung vom Roßberg (Bärndorf, Gemeinde Chamerau) bis zur Wasserreserve am Schlossberg einen Schlaganfall und verstarb. In der Alten Schule sollte die Bevölkerung über den Bau der Wasserversorgung für Runding und Maiberg informiert werden.

#### Burgfestspiele
In den 1950er-Jahren wurden auf dem Gelände der Ruine Runding zweimal Burgfestspiele aufgeführt. Gespielt wurde jeweils ein Stück des Nürnberger Poeten Hans Sachs. Burgherren waren Karl Beer und Adolf Bierl, die Burgfräulein verkörperten Maria Kiefl und Anna Griesbeck. Die historischen Kostüme wurden von Baron von Schacky aus Waffenbrunn leihweise zur Verfügung gestellt. Obwohl die Festspiele stark besucht waren, wurden sie aus finanziellen Gründen nicht mehr fortgeführt.

#### Erste Damenlöschgruppe Bayerns
Im Jahre 1965 wurde die erste Damenlöschgruppe Bayerns in Runding gegründet, worüber auch die Bild-Zeitung und das ZDF im April 1967 berichteten. Bei einer Übung im Stall des Bürgermeisters Karl Beer wurde ein Bundeswehrangehöriger vom Fernsehen zur Zündung von Rauchbomben engagiert. Bei der Demonstration geriet das Heu in der Scheune in Brand, während die Damenlöschgruppe draußen auf der Straße übte. Bürgermeister Beer und der anwesende Richard Baumann konnten den Brand mit dem Gartenschlauch löschen. Der Bundeswehrangehörige erlitt einen Schwächeanfall und musste ins Krankenhaus eingeliefert werden. Die Damenlöschgruppe griff nicht ein, da sie das Ganze für eine Aufführung für die Medien hielt.

#### Bürgermeister Karl Beer
Als Bürgermeister der Gemeinde Runding wurde 1956 Karl Beer gewählt, damals mit 26 Jahren der jüngste Bürgermeister Bayerns. 22 Jahre lang lenkte er die Geschicke von Runding. Unter seiner Regie wurde die Wasserleitung auf Lufling ausgedehnt, wodurch die Versorgung der höher gelegenen Gemeindeteile Runding, Lufling und Maiberg mit Trinkwasser ermöglicht wurde. Auch heute wird noch die Hälfte des Bedarfs durch eine einfache Förderung (ohne Pumpen) mittels der Hydraulik von einem Berg (Roßberg) durch das Tal vor Lederdorn auf einen anderen (Wasserreserve am Schlossberg Runding) gedeckt.
Durch geschickte Verhandlungen verwirklichte Karl Beer den Erwerb, die Erschließung und die Bebauung des Baugebiets Runding West I am Fuße des Schlossberges, dem ehemaligen Wohnsitz der Rundinger Adelsgeschlechter. Die Bevölkerung Rundings wuchs um 200 Einwohner. Auch die Fläche für ein weiteres Baugebiet konnte Beer erwerben. Eine andere wichtige Entscheidung Beers und seines Gemeinderats war der Anschluss der Wasserversorgung an den Zweckverband Chamer Gruppe. Die ursprüngliche Versorgung war für nur 60 Anschließer der hochgelegenen Häuser ausreichend, wenn auch der Wasserdruck nicht besonders hoch war. Ohne die Weichenstellung in der Wasserversorgung wäre eine weitere Wohnbebauung kaum möglich gewesen.

### Eingemeindungen
Am 1. Januar 1972 schlossen sich die Gemeinden Niederrunding und Raindorf freiwillig der Gemeinde Runding an. 1978 wurde unter Protest des Gemeinderats im Rahmen einer weiteren Gebietsreform in Bayern eine Verwaltungsgemeinschaft mit der Gemeinde Chamerau (mit Sitz in Chamerau) gebildet. Bürgermeister Beer trat daraufhin bei der Kommunalwahl 1978 nicht mehr an.
Im Jahre 1993 ging der Verwaltungsangestellte Karl Beer nach 40 Jahren als Bürgermeister und als Bediensteter der Gemeinde in Pension. Als Nachfolger wurde Markus Schiedermeier in der Verwaltung eingestellt. Die Gemeindeverwaltung konnte Karl Beer als Archivar gewinnen. Er arbeitet an dem Aufbau eines Gemeinde–Archivs für die Altgemeinden Niederrunding, Raindorf und für Runding.

#### Bürgermeister Alfred Graf
Neuer Bürgermeister wurde 1978 Alfred Graf (SPD). Unter seiner Amtszeit wurde 1982 der Kindergarten gebaut und das Baugebiet Runding West II an die Firma Schierer aus Cham verkauft. 1980 wurde die Verwaltungsgemeinschaft Chamerau–Runding wieder aufgelöst.

#### Bürgermeister Willibald Hastreiter
Im Jahre 1984 gewann Willibald Hastreiter (CSU) aus Niederrunding die Wahl gegen den bisherigen Amtsinhaber Alfred Graf. Mit der Ära Hastreiter begannen umfangreiche Baumaßnahmen. Zunächst wurde die Verschuldung auf 0 DM gesenkt und ein neuer Bauhof gebaut. 1989 wurde mit der Kanalisation begonnen (Gesamtvolumen 23 Millionen DM). Als erstes wurde die Kläranlage in Perwolfing errichtet. Um den Standort war eine heiße Diskussion ausgebrochen, nachdem der zweite Bürgermeister der Nachbargemeinde Cham, Hofbauer, die Lage nahe an Selling in Frage gestellt hatte. Von ihm wurde wegen der zu erwartenden Geruchsbelästigung eine Unterschriftenaktion gegen den Standort bei Perwolfing gestartet. Die Anlage wurde mit einjähriger Verzögerung dann doch am geplanten Ort errichtet. Nach und nach wurde der ganze Westhang der Gemeinde erschlossen. Etwa 15 Millionen Deutsche Mark wurden bis 1998 verbaut. Nach einer Bauzeit von acht Jahren empfahl das Wasserwirtschaftsamt, nur noch Kanäle im Trennsystem zu bauen. Daher mussten neue Schmutzwasserleitungen eingerichtet werden. Betroffen waren die Ortsteile Lufling Teile von Runding, Rieding und Raindorf.
Mit der verstärkten Bautätigkeit stieg auch die Verschuldung bis auf den Landkreisdurchschnitt und darüber hinaus. In Runding (1989) und Raindorf (1996) wurden mit großen Eigenleistungen der Bevölkerung neue Feuerwehrhäuser gebaut. In Runding siedelte sich eine Strickwarenfabrik an, in die später die katholische Ichthys-Gemeinde einzog. 1994 wurde in Erfüllung des Eingemeindungsvertrags Runding–Raindorf aus dem Jahre 1973 der Ausbau der Verbindungsstraße Runding–Rieding verwirklicht.
Die Gemeinde beteiligte sich an der Flurbereinigung Niederrunding mit umfangreichen Wegebau-Maßnahmen. Ziel des Bürgermeisters war es, möglichst zu jedem Haus eine ausgebaute Asphaltstraße zur Erschließung zu schaffen.
1996 wurde nach langen Diskussionen im Gemeinderat an den Kindergarten Runding angebaut, im gleichen Jahr das Baugebiet „Am Schmidacker“ erschlossen. 1999 folgte der nächste Bebauungsplan, der „Schietanger“ mit insgesamt 30 neuen Parzellen. Im Jahre 2004 hatte die Gemeinde 23?? Einwohner. Die beiden Altbürgermeister Fritz Maier (ehemalige Gemeinde Raindorf) und Alfred Graf wurden 1996 zu Ehrenbürgern von Runding ernannt, Altbürgermeister Karl Beer und Geistlicher Rat Karl Schmid folgten in den Jahren 2000 und 2002.

#### Bürgermeister Franz Piendl
Am 1. Mai 2008 übernahm Franz Piendl (CSU) das Amt von Willi Hastreiter, der nicht mehr kandidierte. 2014 wurde er wieder gewählt.  Die seit 1969 bestehende Schulturnhalle erfuhr eine Generalsanierung. In seiner Amtszeit wurde auch die Kanalisation in der Gemeinde Runding fertiggestellt. In der zweiten Periode erstellte die Gemeinde einen Anbau für eine Kinderkrippe an den bestehenden Kindergarten. In den Jahren 2013 bis 2016 wurde eine Erweiterung des Gewerbegebiets Langwitz erreicht. Die Firmen Bauer Walter GmbH & Co. KG und Bayerwald Leasing siedelten sich hier an. Bei der Wahl am 15. März 2020 unterlag Piendl mit 46,1 % der Stimmen Franz Kopp (SPD).

#### Tresor in der Alten Kirche
Im Jahre 1978 wurde eine neue Kirche gebaut. In einem Verein setzte sich Bürgermeister Willi Hastreiter für die Erhaltung der alten Dorfkirche im Zentrum von Runding ein, die zunächst abgerissen werden sollte. Als Bürgermeister Hastreiter und der Hausmeister der Schule, Klement Mühlbauer, den Tresor der alten Kirche entsorgen wollten, klapperte etwas im Inneren des Tresors. Mehrere Stunden lang bemühte sich der Hausmeister, den Tresor zu öffnen. Endlich war das Behältnis geöffnet, Monstranzen und ein Blutstropfen des „Bruder Konrad“ kamen zum Vorschein. Mühlbauer holte daher Pfarrer Karl Schmid, um den Inhalt des Tresors zu besichtigen. Dieser erwiderte dem Hausmeister: „Warte, ich hole den Schlüssel.“

### Chronik für die Orte Raindorf, Rieding und Vierau
Im Jahr 2012 gab Ferdinand Engl aus Lederdorn, ein gebürtiger Rundinger, eine Heimat- und Häuserchronik der Orte Raindorf, Rieding und Vierau heraus. In dem Werk werden die Geschichte und die Eigentümer und Bewohner der einzelnen Häuser detailliert in den letzten zweihundert Jahren dargestellt. Im Jahr 2014 veröffentlichte Ferdinand Engl eine Häuserchronik der ehemaligen Gemeinde Niederrunding nach dem gleichen System.

### Einwohnerentwicklung
Zwischen 1988 und 2018 wuchs die Gemeinde von 2109 auf 2317 um 208 Einwohner bzw. um 9,9 %.
Die Einwohnerzahlen der Gemeinde Runding betrugen im Laufe der Jahre:
| Jahr      | 1840 | 1871 | 1900 | 1925 | 1939 | 1950 | 1961 | 1970 | 1987 | 1993 | 2001 | 2005 | 2010 | 2015 | 2020 |
| Einwohner | 1158 | 1327 | 1945 | 1786 | 1712 | 2099 | 1855 | 2009 | 2121 | 2167 | 2287 | 2373 | 2305 | 2295 | 2320 |

### Wappen
| | Blasonierung: „Gespalten; vorne in Rot drei schmale goldene Pfähle, hinten in Gold ein blauer Balken.“ |
| Wappenbegründung: Das Wappen vereint die Symbole der zwei für das Gemeindegebiet prägenden Adelsgeschlechter. Die drei goldenen Pfähle in Rot in der vorderen Hälfte stehen für die Runtinger, ein in Verbindung mit der Burg Runding erstmals 1118 im Gefolge der Markgrafen von Cham nachweisbares Ministerialengeschlecht. Der blaue Balken in Gold in der hinteren Hälfte zeigt das Familienwappen der Notthafft, die 1413 den Besitzanteil von Michel Runtinger übernahmen und bis 1829 in der Herrschaft, zuletzt im Patrimonialgericht Runding Herrschaftsrechte ausübten. Das Wappen wurde am 25. Januar 1980 durch Bescheid der Regierung der Oberpfalz genehmigt. | |

## Politik

### Gemeinderat
Im Gemeinderat sitzen 14 ehrenamtliche Bürgerinnen und Bürger. Die Gemeinderatswahlen seit 2014 führten zu folgenden Stimmenanteilen und Sitzverteilungen:
| Partei/Liste                           | 2020   | 2020   | 2014   | 2014   |
| Partei/Liste                           | %      | Sitze  | %      | Sitze  |
| CSU                                    | 32,9   | 4      | 36,5 % | 5      |
| SPD/Freie Wählergemeinschaft           | 35,8   | 5      | 36,0 % | 5      |
| Freie Wählergemeinschaft Niederrunding | 18,5   | 3      | 15,4 % | 2      |
| Freie Wählerschaft Rieding             | 12,7   | 2      | 12,1 % | 2      |
| Wahlbeteiligung                        | 72,7 % | 72,7 % | 72,0 % | 72,0 % |

### Bürgermeister
Die Bürgermeister der Gemeinde Runding
- 1876–1877 Stefan Meindl
- 1878–1881 Josef Simeth
- 1883–1887 Josef Schätz
- 1888–1893 Peter Mühlbauer
- 1894–1899 Josef Schätz
- 1900–1905 Pöschl
- 1906–1911 Kiefl
- 1912–1919 Amberger
- 1920–1933 Pfeffer
- 1933–1945 Josef Bergmann
- 1945–1946 Josef Kiefl
- 1946–1953 Wolfgang Beer
- 1953–1956 Xaver Schätz
- 1956–1978 Karl Beer (CSU)
- 1978–1984 Alfred Graf (SPD)
- 1984–2008 Willibald Hastreiter (CSU)
- 2008–2020 Franz Piendl (CSU)
- seit 2020 Franz Kopp (SPD/Freie Wählergemeinschaft)

Kopp wurde am 15. März 2020 mit 53,9 % der Stimmen gewählt.

## Kultur und Sehenswürdigkeiten

### Burg Runding

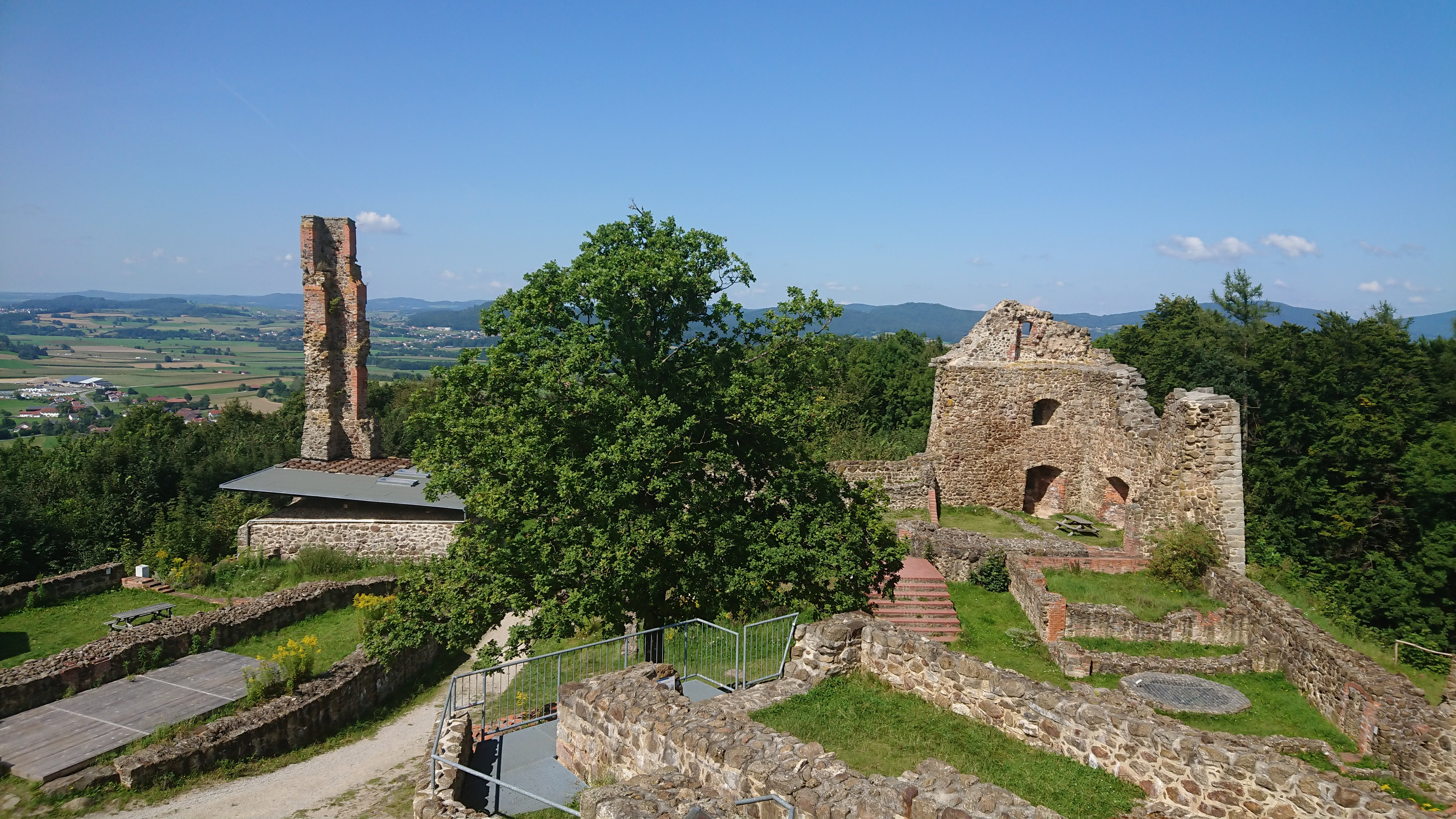
Burgruine Runding über dem Regental

Auf dem Schlossberg befindet sich die Burgruine Runding. Sie wurde 1118 erstmals urkundlich erwähnt und war einmal die größte Burganlage des Bayerischen Waldes. Die Runtinger (Roumptinger) bauten vermutlich schon um 1100 die erste Burg, älteste Funde bei archäologischen Grabungen stammten aus dem 10. Jahrhundert. 1118 wurden die zwei Runtinger Brüder, Rudiger und Adalbert, als Ministerialen der Markgrafen von Cham erwähnt. Nach dem Aussterben der Runtinger um 1413 übernahm die Ministerialenfamilie Notthafft die Burg als Lehen von den Herzögen von Straubing-Holland. Die Familie Notthafft baute die Burg im 15. und 16. Jahrhundert aus, bis sie eine überbaute Gesamtfläche von etwa 15.000 Quadratmetern hatte.
Um 1430 mussten die Burg und die umliegenden Ortschaften die Hussiteneinfälle überstehen und im Dreißigjährigen Krieg wurde das Schloss 1633 und 1641 von Schweden geplündert. Wegen finanzieller Schwierigkeiten der von Notthafft ersteigerte 1829 der bayerische Staat die Herrschaft Runding und das Schloss. Kurz danach kaufte der Hofbankier Hirsch aus München den ganzen Besitz, kümmerte sich aber nicht weiter um das Schloss. Hirsch verkaufte den Schlossberg mit dem Schloss 1858 an einen Bauern aus Runding. Das Schloss war damals schon weitgehend unbewohnbar, so dass der Bauer die Eichenbohlen der Dächer, die Fenster und die Türstürze entfernte und verkaufte. In der Folge diente die Ruine den Rundingern als Steinbruch. Am 13. November wurde der Ort durch einen Erlass des königlichen Bezirksamtes Cham von Pachling in Runting umbenannt.
Erst ab 1996 begannen erste Erhaltungsmaßnahmen durch die Gemeinde. Es gibt einen Verein, der diese Maßnahmen unterstützt und es wird versucht, die alten Burganlagen wieder freizugraben. Seit 1999 laufen archäologische Ausgrabungen unter Leitung des Mittelalterarchäologen Bernhard Ernst aus Bamberg. Ziel ist es, nach der vollständigen Freilegung der Hauptburg ein archäologisches Freilichtmuseum zu schaffen. 
Bei den Grabungen 2010 wurden durch den Archäologen Bernhard Ernst bei der Freilegung der Kapelle unterhalb des Gipfelfelsens im Altarraum menschliche Knochen entdeckt. Unter dem ehemaligen Standort des Altars war in den gewachsenen Felsen eine dreieckige Vertiefung geschlagen worden und die Knochen aufbewahrt. Es handelt sich laut Sperl um einen menschlichen Unter- und Oberschenkelknochen. Es wurde vermutet, dass hier Reliquien aus der ehemaligen Burgkapelle gefunden wurden. Bei einer Untersuchung der Knochen einer Frau wurde aber festgestellt, dass die Person zwischen 1500 und 1600 geboren wurde.
Ende 2011 wurden die Grabungen durch Bernhard Ernst abgeschlossen und ein „Geschichtspfad Burgruine Runding“ auf 10.000 m² eingerichtet. Die Ruine ist nun jederzeit zugänglich. In den Jahren 2014, 2015 und 2016 wurden weitere Mauern in der Vorburg und im Aufgangsbereich zur Hauptburg saniert.

### Die alte Pfarrkirche St. Andreas

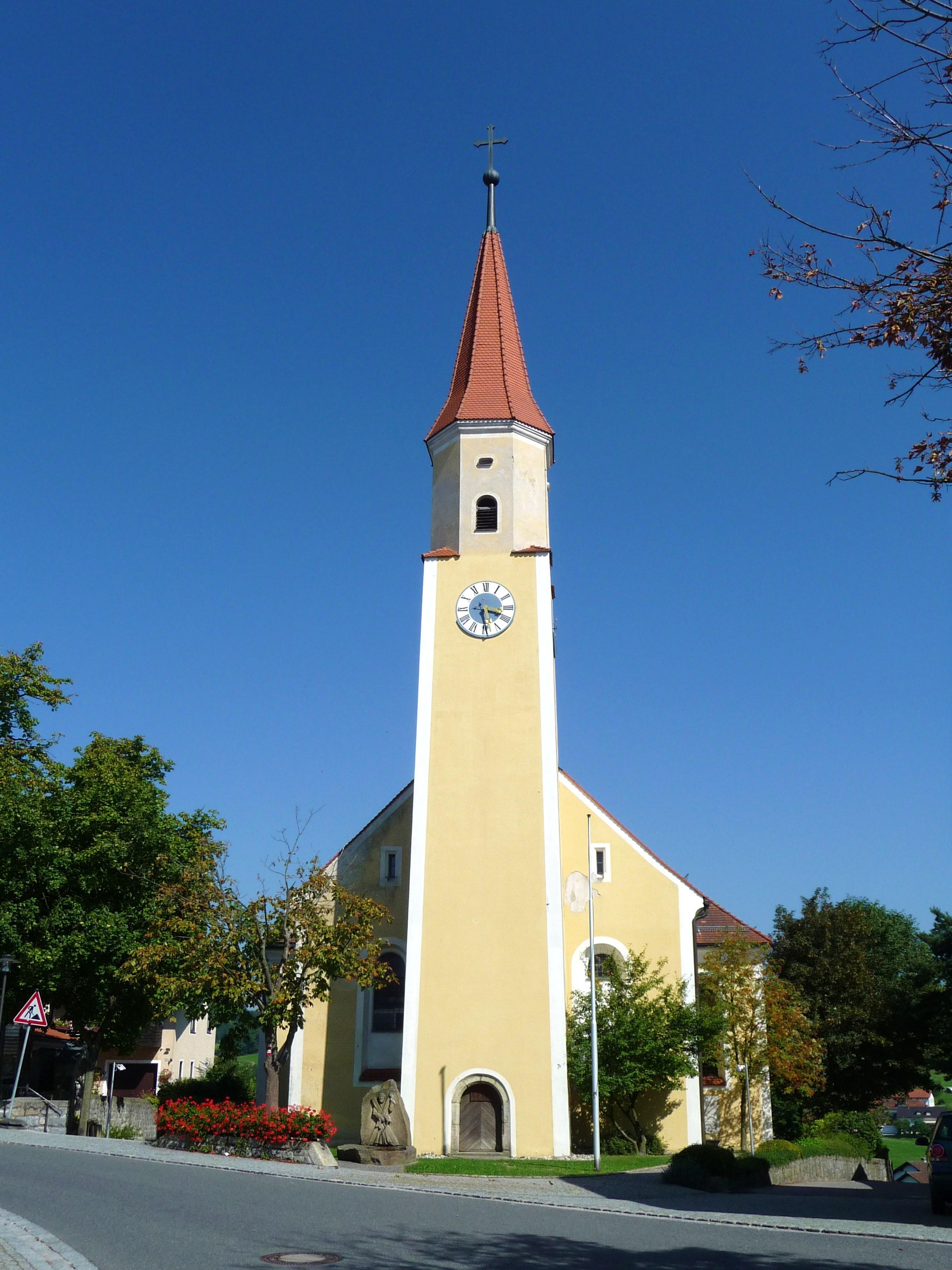
Die alte Pfarrkirche St. Andreas

Der Unterbau des Turms stammt aus dem beginnenden 18. Jahrhundert. Das Langhaus, der Chor und die Turmobergeschosse wurden um 1850 neu erbaut. In die südlichen und nördlichen Außenwände wurden Grabplatten des 16. Jahrhunderts eingelassen. Auf dem Friedhof befindet sich ein Grabdenkmal aus Gusseisenplatten für Wilhelm Cajetan Nothafft von Weißenstein († 1807).
In Runding zahlt die Gemeinde von jeher für das Läuten und den Unterhalt der Kirchturmuhr. Der Mesner sammelte dafür jedes Jahr die sogenannte Läutgarbe von den Gemeindebürgern ein. Das sind Bestandteile der früher aufgestellten Kornmandln. Heute kümmert sich die Gemeinde um den Unterhalt der Turmuhr der alten Kirche.

### Die neue Pfarrkirche St. Andreas
Im Jahre 1978 wurde eine neue Kirche gebaut. Zwei Jahre später wurde Karl Schmid als Nachfolger von Pfarrer Simon Kiermeier in sein Amt eingeführt. Die neue Kirche wurde mit einem Pultdach quer zum Hang und mit grauen Faserzementplatten ausgeführt, was eher ungewöhnlich für ein Bauwerk im vorderen Bayerischen Wald ist. Die Dachform folgt der Neigung des Hanges, sodass sich der Baukörper trotz seiner enormen Masse gut in die Umgebung einfügt. In die Gestaltung des Kirchenraum sind einige Barockfiguren des 18. Jahrhunderts integriert, die aus der alten Pfarrkirche verbracht wurden. Größter Einrichtungsgegenstand ist die Jahre 1998 errichtete Vleugels-Orgel (II/36 Register), mit künstlerischer Farbfassung von Jacques Gassmann.

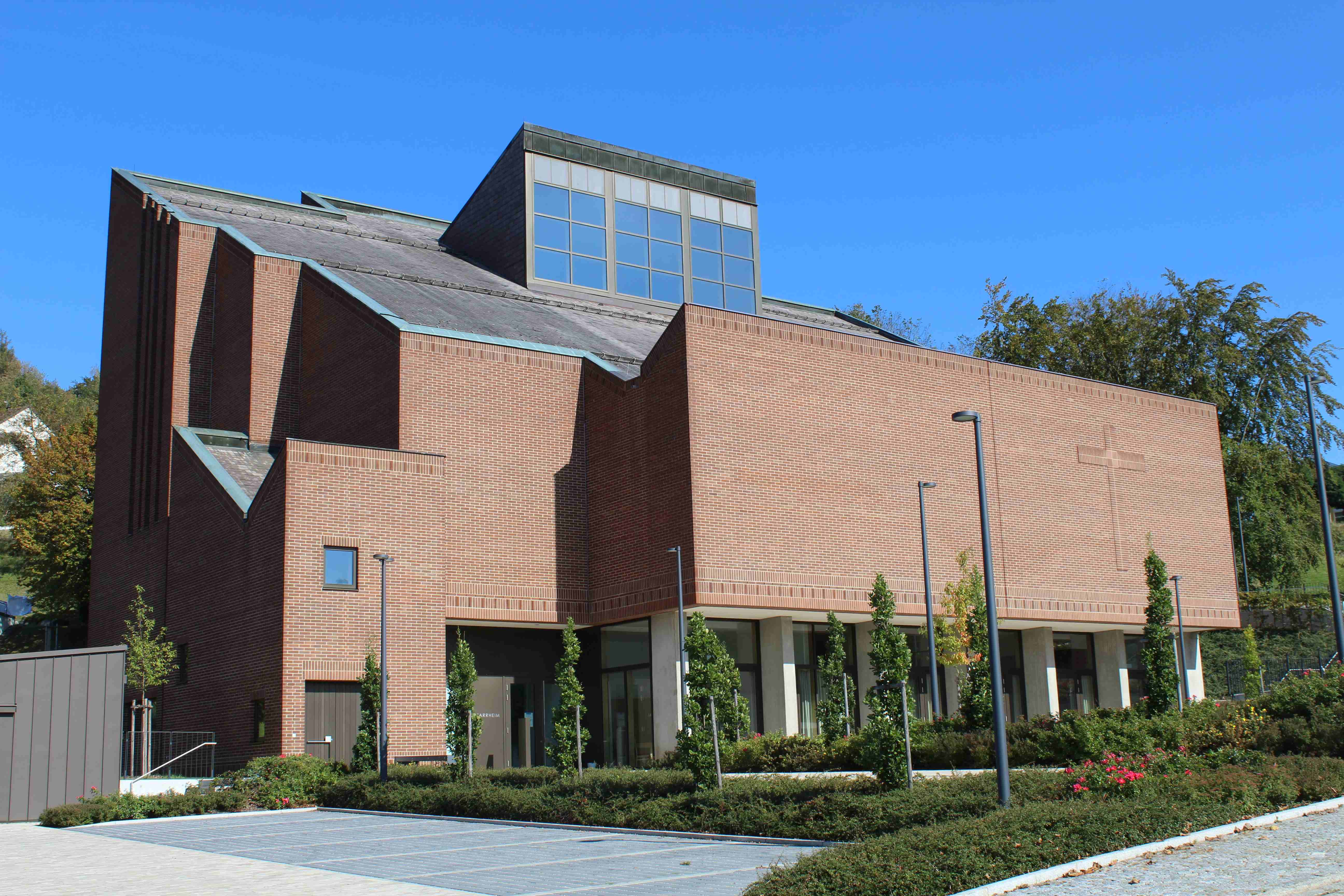
Die neue Pfarrkirche St. Andreas

### Bau- und Bodendenkmäler
- Turmhügel Perwolfing

### Kleinkunst
Seit 1989 befindet sich die 1976 in München gegründete Liederbühne Robinson in Runding-Vierau.

## Wirtschaft und Infrastruktur

### Arbeitsplätze
2017 gab es in der Gemeinde 635 sozialversicherungspflichtige Arbeitsplätze. Von der Wohnbevölkerung standen 1033 Personen in einem versicherungspflichtigen Beschäftigungsverhältnis. Damit war die Zahl der Auspendler um 398 Personen größer als die der Einpendler. 26 Einwohner waren arbeitslos.

### Granitsteinbruch Blauberg
Seit dem Jahr 1888 wurde im Gemeindeteil Blauberg Granit gefördert. Der Granit aus Blauberg wurde u. a. dazu verwendet, beim Bau des Nord-Ostsee-Kanals Brückenfundamente zu errichten. Der alte Steinbruch ist heute mit Wasser gefüllt; im dadurch entstandenen Blauberger See kann gefischt werden. Bis 1967 war der Steinbruch ein sogenannter Werksteinbetrieb für die Herstellung von Randsteinen und Pflastersteinen, danach ein Schotterwerk. Von der Jahrhundertwende bis zur Zeit vor dem Zweiten Weltkrieg arbeiteten dort bis zu 200 Personen. In einer eigens geschaffenen Arbeitersiedlung, im Volksmund „Rußland“ genannt, war ein Teil der Beschäftigten untergebracht. Die Zahl der Arbeitnehmer ging mit der zunehmenden Motorisierung und Automatisierung stark zurück. Der Granitsteinbruch Blauberg gehört heute zusammen mit der Schärdinger Granit AG und der Brauerei Jos. Baumgartner einer Stiftung. Im Jahr 2014 erwarb die Firma Rädlinger Blauberg GmbH den Steinbruch.

### A-Z Formen- und Maschinenbau Niederrunding
Im Jahre 1960 erfuhr Willi Gruber, der Wirt vom Gawitzl (Langwitz), dass ein gewisser Zängl aus München seinen Betrieb im Raum Cham ansiedeln wollte. Der Wirt beschrieb ihm die Vorzüge der Lage von Langwitz an einer eigenen Bahnstation. Aus diesem Kontakt und auf Vermittlung von Gruber unter Beteiligung des damaligen Bürgermeisters Hiebl aus Perwolfing entstand die Firma. AZ Formenbau mit ca. 200 Beschäftigten im Maschinenbau in der damaligen Gemeinde Niederrunding.
Der Betrieb trug mit seinen Beschäftigten und Gewerbesteuerzahlungen zur Entwicklung der Gemeinde bei. Seit dem Jahr 2015 hat die Continental AG sämtliche Anteile der Firma übernommen.

### Tourismus in der Gemeinde Runding
Wie andere Orte im Landkreis Cham begann auch Runding im Jahre 1954 durch die Gründung einer Interessengemeinschaft mit dem Aufbau des Fremdenverkehrs, der die fehlende Industrie ersetzen sollte. Die Lage Rundings schien dafür durch den an den Ort anschließenden Naturpark am Schlossberg geeignet. Die Arbeit begann mit der Werbung von Fremdenzimmern zur Aufnahme von Feriengästen. Anfänglich waren nur 35 Gästebetten vorhanden. Mit verschiedenen Reisebüros aus Berlin wurde Verbindung aufgenommen, die Gäste für Runding warben. Um den Ort herum wurden Wanderwege geschaffen und markiert. Die Vorstandschaftsmitglieder des Fremdenverkehrsvereins und Bierbrauereien, die nach Runding Bier lieferten, stifteten insgesamt 32 Ruhebänke, die um den Schlossberg aufgestellt wurden. Die Bayerische Granit AG Blauberg lieferte kostenlos die Sockelsteine. Die Gasthäuser waren zu dieser Zeit noch veraltet. Die Gemeinde ließ die Zufahrtsstraßen und auch die Ortsdurchfahrtsstraßen ausbauen und der Ort bekam ein ansehnliches Bild. Sämtliche Gaststätten wurden renoviert und die Fremdenzimmer mit fließendem Wasser, zum Teil mit Warmwasser ausgestattet.
Die Gemeinde Runding unterstützte den Fremdenverkehrsverein finanziell. Ortsprospekte wurden an  Reisebüros verschickt.
Bis 1960 stieg die Zahl der Fremdenzimmer und der Übernachtungen stetig an. Ab 1960 fehlte es aber am weiteren Aufbau und an der Pflege. Mangels Interesse der Mitglieder an der Arbeit des Fremdenverkehrsvereins trat die Vorstandschaft zurück, der Verein wurde aufgelöst. Der Gemeinderat beschloss daraufhin ein Fremdenverkehrsamt der Gemeinde einzurichten, mit dessen Leitung der bisherige Vorsitzende des Fremdenverkehrsvereins, Karl Schönfelder, beauftragt wurde.
Die Gemeinde stellte im Mai 1997 mit Eva Färber eine eigene Kraft für den Fremdenverkehr ein, die sich stundenweise um die Feriengäste kümmerte. Sie führte Gästeempfänge durch, organisierte geführte Wanderungen, Lagerfeuer, Besuche in den Gaststätten, informierte Urlauber über Interessantes aus dem Ort und bot Führungen in der Burgruine an. Geworben wird seit Jahren im Gemeinschaftsprospekt Chamer Freizeitland und neuerdings auch wieder mit einem eigenen Prospekt. Seit 1997 ist die Gemeinde auch im Internet präsent. Eva Färber beendete 2004 ihre Tätigkeit, da sie das Rentenalter erreicht hatte. Die Gemeinde versuchte, durch die Erhaltungsmaßnahmen an der Burgruine Runding ab 1993 und archäologische Ausgrabungen ab 1999 einen zusätzlichen Anziehungspunkt für Gäste zu bieten. Ziel war die Einrichtung eines archäologischen Freilichtmuseums innerhalb der nächsten Jahre. 2011 wurde das jederzeit zugängliche Burgareal eingeweiht. Heute besuchen mehrere Tausend Gäste alljährlich die Burgruine, von der man einen herrlichen Rundblick vom Chambtal bis hinauf zum Haidstein hat.
Im Jahr 2015 erhielt Runding das Prädikat „Staatlich anerkannter Erholungsort“
Übernachtungszahlen der letzten Jahre:
| - 1993: 51.000 - 1994: 30.000 - 1996: 60.000 - 1997: 26.000 - 2001: 48.600 | - 2002: 46.800 - 2003: 36.400 - 2004: 42.200 - 2005: 33.300 - 2008: 86.679 | - 2009: 82.679 - 2010: 80.254 - 2011: 79.263 - 2012: 91.308 - 2013: 95.558 | - 2014: 96.114 - 2015: 82.214 - 2016: 86.608 - 2017: 78.037 - 2018: 77.664 | - 2019: 79.129 - 2020: 53.334 - 2021: 37.108 - 2022: 54.405 |

### Schulhäuser
Im Jahre 1883 wurde in Runding erstmals eine Schule gebaut. 62 Gemeindebürger waren zusammengekommen, um sich per Unterschrift für oder gegen die Aufnahme von sogenannten Annuitätenkapitalien zum Neubau einer Schule im Dorfkern auszusprechen. 56 Gemeindebürger männlichen Geschlechts sprachen sich für das Vorhaben aus.
Im Jahre 1964 erwarb der damalige Bürgermeister Karl Beer vom Landwirt Max Schätz nacheinander 14 Hektar Grundstücke. Im Jahre 1963 beschloss der Schulverband Runding, dort 1964 eine moderne Grund- und Hauptschule zu bauen. 1969 konnte die neue Schule bezogen werden. Sie war nach den Plänen des Architekten Peter Toll aus Cham für 2,5 Millionen Deutsche Mark von insgesamt 39 Firmen errichtet worden. Wenige Jahre nach der Einweihung mussten auf Grund einer Schulreform die Schüler der Klassen sieben bis neun jeden Tag nach Cham in die Teilhauptschule II transportiert werden.
Im Jahre 1978 wurde in Teilen dieser Schule die Staatliche Landwirtschaftsschule untergebracht.
Anfang des 21. Jahrhunderts wurden mit der Einführung der sechsjährigen Realschule (R6) wie in vielen Landgemeinden auch die fünfte und sechste Klasse in die Hauptschule Cham abgezogen. Der Schulsprengel wurde durch die Regierung der Oberpfalz geändert. Die verbliebenen vier Klassen wurden in den westlichen Trakt der Grundschule Runding verlegt, der östliche Trakt steht seither leer.
Nachdem im Jahr 2007 und 2008 der östliche Teil der Schule teilrenoviert worden war, schloss die Gemeinde 2010 auch die Generalsanierung der Turnhalle mit energetischer Sanierung des Kindergartens für insgesamt 1,1 Millionen Euro ab.
Seit der Einführung der R6 waren die Schülerzahlen ständig leicht gesunken, im Schuljahr 2018/19 unterrichteten vier hauptamtliche Lehrkräfte insgesamt 79 Schüler.

### Kindertagesstätten
In der Gemeinde gibt es eine Kindertageseinrichtung mit 62 Plätzen und 58 betreuten Kindern (Stand 1. März 2018).

## Persönlichkeiten
- Rosa Tahedl (1917–2006), Heimatschriftstellerin und Lehrerin, ab 1964 wohnhaft in Runding
- Walter Zaengl (1931–2014), Professor für Hochspannungstechnik
- Helmut A. Binser (* 1980), Musikkabarettist
- Gerhard Hopp (* 1981), deutscher Politiker (CSU) und Mitglied des Bayerischen Landtags, wohnt in Perwolfing[26]

### Ehrenbürger
- 1901 Pfarrer Johann Baptist Senft
- 1996 Alfred Graf
- 1996 Fritz Maier
- 2000 Altbürgermeister Karl Beer
- 2002 BGR Karl Schmid
- 2010 Altbürgermeister Willibald Hastreiter

### Träger der Bürgermedaille
- 2014 Anna Pfeilschifter[27]
- 2016 Alfons Müller[27]
- 2018 Josef Meier[27]
- 2021 Renate Wanninger[27]